# Enhydrosomella monardi
Enhydrosomella monardi is een eenoogkreeftjessoort uit de familie van de Cletodidae. De wetenschappelijke naam van de soort is voor het eerst geldig gepubliceerd in 1967 door Por.